# Sukaurip
Sukaurip is een bestuurslaag in het regentschap Indramayu van de provincie West-Java, Indonesië. Sukaurip telt 4274 inwoners (volkstelling 2010).